# Sous-chef
Un sous-chef de cuisine (en francés: "subjefe de cocina"), o simplemente sous-chef, es un chef que es "el segundo en comando en una cocina; la persona que ocupa el siguiente puesto después del chef ejecutivo". En consecuencia, el sous-chef tiene mucha responsabilidad en la cocina, lo que en algún momento puede conducir a la promoción para convertirse en el chef ejecutivo. Un sous-chef es empleado por una institución que utiliza una cocina de nivel comercial, como un restaurante, hotel o crucero.

## Deberes y funciones
El sous-chef tiene muchas responsabilidades, debido a que el chef ejecutivo tiene un papel más general. Los sous-chefs deben planificar y dirigir cómo se presenta la comida en el plato, mantener en orden a su personal de cocina, capacitar a nuevos chefs, crear el horario de trabajo y asegurarse de que toda la comida que se envía a los clientes sea de la mejor calidad para mantener altos estándares.
Los sous-chefs están a cargo de asegurarse de que todo el equipo de cocina funcione correctamente. Deben comprender a fondo cómo usar y solucionar los problemas de todos los electrodomésticos e instrumentos de cocina en caso de que un dispositivo de cocina no funcione correctamente. Los sous-chefs están a cargo de disciplinar al personal de cocina que haya actuado en contra de la política del restaurante. Los programas de incentivos se usan comúnmente entre los sous-chefs para alentar a su personal a cumplir con las reglas y regulaciones, y motivarlos a trabajar de manera eficiente en todo momento. Bajo la supervisión del sous-chef, el tiempo de inactividad debe usarse para preparar, limpiar y otras tareas de la cocina. Son responsables del inventario, la rotación de productos y suministros, y la degustación del menú. Los sous-chefs deben ser receptivos y tener la capacidad de improvisar cuando surge un problema mientras el restaurante está ocupado. También deben garantizar que se tomen precauciones de seguridad y disposiciones sanitarias para garantizar un entorno de trabajo seguro y limpio.